# Vermuntila
Vermuntila är en by i Raumo kommun i Finland. Här finns Vermuntila ishall, samt ishockeyklubben Vermuntilan Tempo.

### Fotnoter
1. ↑  ”Uutiset”. Vermuntila. 28 februari 2013. Arkiverad från originalet den 14 november 2011. https://web.archive.org/web/20111114173848/http://www.vermuntilantempo.fi/?s=halli. Läst 1 februari 2014.